# Gheorghe Simionov
Gheorghe Simionov (Crişan, Tulcea, 4 de junho de 1950) é um ex-velocista romeno na modalidade de canoagem.

## Carreira
Foi vencedor da medalha de prata em C-2 1000 m em Montreal 1976, junto com o seu colega de equipa Gheorghe Danielov.